# I Brought You My Bullets, You Brought Me Your Love
I Brought You My Bullets, You Brought Me Your Love е дебютният албум на американската рок група My Chemical Romance, издаден през 23 юли 2002. Албумът е продуциран от вокалиста на групата Thursday, Джеф Рикли. Често се счита за концептуален албум.

## Песни
- 1. Romance – 1:02
- 2. Honey, This Mirror Isn't Big Enough for the Two of Us – 3:51
- 3. Vampires Will Never Hurt You – 5:26
- 4. Drowning Lessons – 4:23
- 5. Our Lady of Sorrows – 2:05
- 6. Headfirst for Halos – 3:28
- 7. Skylines and Turnstiles – 3:23
- 8. Early Sunsets Over Monroeville – 5:04
- 9. This Is the Best Day Ever – 2:13
- 10. Cubicles – 3:51
- 11. Demolition Lovers – 6:06